# Anita Blake
Anita Blake (titre original : Anita Blake: Vampire Hunter) est une série de romans écrits par Laurell K. Hamilton, autrice américaine de romans fantastiques urbains, publiés en continu depuis 1993. 
Les romans suivent les aventures d'Anita Blake, une jeune réanimatrice de zombies de 25 ans vivant dans une Amérique où la population est consciente que les vampires, loups-garous et autres créatures existent réellement et qu'ils ont, pour certains, acquis une existence légale depuis peu. Anita est une jeune femme forte et indépendante, même si elle ne mesure que 1,58 mètre. L'autrice a créé ce personnage après avoir constaté les inégalités de genre dans les romans policiers, avec des personnages féminins qui recevaient rarement les mêmes traitements que les personnages masculins.

## Résumé
Anita Blake est à la fois l'héroïne et la narratrice de ces romans écrits à la première personne. Elle porte un regard plutôt cynique sur le monde qui l'entoure et si elle déteste avoir des ennuis, ceux-ci savent généralement où la trouver. Elle travaille en collaboration avec la police de Saint Louis et est souvent amenée, au cours de ses enquêtes, à fréquenter des créatures surnaturelles, ainsi que la lie de l'humanité. Petit à petit, elle éprouve de la sympathie, voire des sentiments plus profonds, pour certains monstres. Au début de la série de romans, Anita est présentée comme étant une réanimatrice de zombies mais travaille aussi comme chasseuse de vampires, d'où sa collaboration occasionnelle avec la police sur des affaires de meurtres. C'est d'ailleurs une affaire qui permet d'introduire Jean-Claude et son étrange fascination pour Anita.

## Historique
Entamée en 1993, la série Anita Blake doit son succès aux États-Unis à un exceptionnel bouche-à-oreille qui ont fait de ces romans d'énormes best-sellers.
Une adaptation en comic-book a débuté en octobre 2006. L'histoire est adaptée par Stacie M. Ritchie, illustrée par Brett Booth (en), et publiée par Dabel Brothers Productions (en).
En France, la série a été éditée par Pocket puis par Fleuve noir (jusqu'au tome 9 inclus). Depuis mars 2009, les éditions Bragelonne rééditent la série en format poche (jusqu'au tome 9) sous leur label Milady. Le tome 10 est paru en grand format le 30 octobre 2009. Les tomes 11 et 12 sont parus respectivement en mars et décembre 2010 sous le label Milady en grand format. Depuis le tome 13 nommé Micah, les grands formats sont édités aux éditions Bragelonne.
Laurell K. Hamilton a déclaré lors d'un live Instagram en répondant à une question d'une de ses fans que la série Anita Blake est en continu, que la série n'avait pas de fin et qu'elle (l'auteure) continuerait d'écrire cette série encore longtemps.
Après le tome 28, le label Milady arrête de traduire la série Anita Blake en Français.

## Romans
1. Plaisirs coupables, Pocket coll. « Terreur » no 9277, 2002 ((en) Guilty Pleasures, 1993)Réédité chez Fleuve noir en 2004 puis chez Milady en 2009
2. Le Cadavre rieur, Pocket coll. « Terreur » no 9278, 2002 ((en) The Laughing Corpse, 1994)Réédité chez Fleuve noir en 2004 puis chez Milady en 2009
3. Le Cirque des damnés, Pocket coll. « Terreur » no 9279, 2002 ((en) Circus of the Damned, 1995)Réédité chez Milady en 2009
4. Lunatic Café, Pocket, 2002 ((en) The Lunatic Cafe, 1996)Réédité chez Milady en 2009
5. Le Squelette sanglant, Fleuve noir, 2003 ((en) Bloody Bones, 1996)Réédité chez Milady en 2009
6. Mortelle séduction, Fleuve noir, 2004 ((en) The Killing Dance, 1997)Réédité chez Milady en 2009
7. Offrande brûlée, Fleuve noir, 2004 ((en) Burnt offerings, 1998)Réédité chez Milady en 2009
8. Lune bleue, Fleuve noir, 2005 ((en) Blue Moon, 1998)Réédité chez Milady en 2009
9. Papillon d'obsidienne, Fleuve noir, 2006 ((en) Obsidian Butterfly, 2000)Réédité chez Milady en 2009
10. Narcisse enchaîné, Milady, 2009 ((en) Narcissus in Chains, 2001)Réédité chez Milady en 2010
11. Péchés céruléens, Milady, 2010 ((en) Cerulean Sins, 2003)Réédité chez Milady en 2011
12. Rêves d'incube, Milady, 2010 ((en) Incubus Dreams, 2004)Réédité chez Milady en 2012
13. Micah, Bragelonne, 2011 ((en) Micah, 2005)Réédité chez Milady en 2012
14. Danse macabre, Bragelonne, 2011 ((en) Danse Macabre, 2006)Réédité chez Milady en 2012
15. Arlequin, Bragelonne, 2012 ((en) The Harlequin, 2007)Réédité chez Milady en 2013
16. Sang noir, Bragelonne, 2012 ((en) Blood Noir, 2008)Réédité chez Milady en 2013
17. Jeux de fauves, Bragelonne, 2013 ((en) Skin Trade, 2009)Réédité chez Milady en 2013
18. Flirt, Bragelonne, 2013 ((en) Flirt, 2010)Réédité chez Milady en 2014
19. Coups de feu, Bragelonne, 2014 ((en) Bullet, 2010)Réédité chez Milady en 2014
20. Liste noire, Bragelonne, 2014 ((en) Hit List, 2011)Réédité chez Milady en 2015
21. Baiser rebelle, Bragelonne, 2015 ((en) Kiss the Dead, 2012)Réédité chez Milady en 2015
22. Affliction, Bragelonne, 2015 ((en) Affliction, 2013)Réédité chez Milady en 2016
23. Jason, Bragelonne, 2016 ((en) Jason, 2014)Réédité chez Milady en 2016
24. Cœur de glace, Bragelonne, 2016 ((en) Dead Ice, 2015)Réédité chez Milady en 2017
25. Mort écarlate, Bragelonne, 2017 ((en) Crimson Death, 2016)Réédité chez Milady en 2017
26. Serpentine, Milady, 2018 ((en) Serpentine, 2018)Réédité chez Milady en 2019
27. Jeu dangereux, Milady, 2021 ((en) Sucker Punch, 2020)Réédité chez Milady en 2022
28. Rafael, Milady, 2022 ((en) Rafael, 2021)Réédité chez Milady en 2022
29. (en) Smolder, 2023
30. (en) Slay, 2023

## Nouvelles complémentaires
- Ceux qui cherchent le pardon, Bragelonne, 2011 ((en) Those Who Seek Forgiveness, 2001)Se retrouve dans le tome 13 Micah[3]
- Maison à vendre, Bragelonne, 2011 ((en) Selling Houses)Se retrouve dans le tome 13 Micah[3]
- La fille qui était fascinée par la mort, Bragelonne, 2011 ((en) The Girl Who Was Infatuated With Death, 2006)Se retrouve dans le tome 13 Micah[3]
- (en) Magic Like Heat Across My Skin, 2001Se retrouve dans l'anthology Out Of This World. C'est les deux premiers chapitres du tome 10  Narcisse Enchaîné
- (en) Beauty: An Anita Blake, Vampire Hunter Outtake, 2012
- (en) Dancing: An Anita Blake Novella, 2013
- (en) Shutdown, 2013
- (en) Wounded, 2016Outtake de Dead Ice
- (en) Sweet Seduction, 2019Se retrouve dans l'anthologie Noir Fatale
- (en) Zombie Dearest, 2020Se retrouve dans l'anthologie Fantastic Hope

## Comics
En 2006, Marvel Comics et Dabel Brothers Productions sortent, sous forme de roman graphique, l'adaptation des trois premiers tomes de la série. Hamilton travaille avec Stacie M. Ritchie sur le scénario des comics, tandis que Brett Booth réalise les dessins jusqu'en 2008,.
1. Les Aventures d'Anita Blake, tueuse de vampire - Plaisirs coupables, tome 1 (Anita Blake, Vampire Hunter - Guilty Pleasures #1-6, 2007)  - Milady juin 2011
2. (Anita Blake, Vampire Hunter - Guilty Pleasures #7-12, 2007-2008)
3. (Anita Blake: The Laughing Corpse - Animator #1-5)
4. (Anita Blake: The Laughing Corpse - Necromancer #1-5)
5. (Anita Blake: The Laughing Corpse - Executioner #1-6)
6. (Anita Blake: Circus of the Damned - The Charmer #1-5)
7. (Anita Blake: Circus of the Damned - The Ingenue #1-5)
8. (Anita Blake: Circus of the Damned – The Scoundrel #1–5)

## Univers de la série

### Personnages principaux
- Anita Blake : Anita Blake est une jeune femme ayant des origines allemande et mexicaine, aux longs cheveux noirs bouclés et à la peau pâle. Elle est très directe et désinvolte dans son discours, mais est très compétente dans les professions qu'elle exerce. Au début de la série, après des études de biologie surnaturelle, elle est réanimatrice pour l'entreprise Réanimateur Inc. Elle est payée pour relever les morts grâce à ses pouvoirs de nécromancienne. Elle est également assermentée par le gouvernement pour être exécutrice de vampires et aide régulièrement la police sur des enquêtes pour meurtres, perpétrés par des vampires. Elle se retrouve ainsi mêlée aux luttes de pouvoirs des différentes créatures surnaturelles de la ville de Saint-Louis et fait la connaissance de Jean-Claude, maître vampire et de Richard Zeeman, chef de meute de loups-garous avec qui elle entame une relation, amoureuse et de pouvoir, sous forme de triumvirat[6].
- Jean-Claude : Devenu Maître vampire de la ville de Saint-Louis à la fin de Plaisirs Coupables, son âge exact est inconnu. À la suite de plusieurs allusions, il aurait entre quatre cents et six cents ans. Né de parents paysans à la période du Moyen Âge, il est choisi très jeune par un aristocrate pour recevoir les punitions à la place de son fils unique. En contrepartie, il reçoit la même éducation que son camarade. Il sera transformé en vampire pour sa beauté. Attiré par les pouvoirs d'Anita, il la courtise et la surnomme « Ma petite » (en français dans la version originale)[6]. Il formera un triumvirat avec Anita et Richard Zeeman.
- Richard Zeeman : Professeur de biologie à l'université de Saint-Louis, il est devenu loup-garou à l'âge de 19 ans, infecté par une transfusion sanguine. Alpha, il peut résister aux regards hypnotiques des vampires et contrôler les loups-garous qui ont un statut inférieur. Anita le qualifie souvent de Boy-scout car il croit en la bonté humaine et le bien. Richard a beaucoup de mal à accepter qu'il est un « monstre » et il reproche régulièrement à Anita de se sentir plus à l'aise avec les monstres alors qu'elle n'en est pas un. Devenu Ulfric (chef de la meute) dans Mortelle Séduction, il forme un triumvirat avec Anita et Jean-Claude[7],[8].

### Personnages secondaires

#### Vampires
- Asher : Asher est un maître vampire mystérieux, grand (1,80 m), blond et aux yeux bleu clair qui apparaît à partir du tome 7. Julianna était sa servante humaine et formaient, avec Jean-Claude, un ménage à trois jusqu'à ce que l'inquisition capture Asher et Julianna. Julianna est brûlée en tant que sorcière et Asher survivra à ses blessures dont il conservera les marques. Bien décidé à se venger de Jean-Claude, il décide de lui faire perdre Anita. Cependant, celle-ci le regardant sans répugnance et gagnant sa confiance, il décide de les laisser en paix. Jean-Claude l'appelle « Mon Chardonneret ».
- Damian : Vampire aux yeux verts et aux cheveux rouge sang, âgé d'environ 1000 ans, il est devenu le serviteur vampire d'Anita après le premier rapprochement métaphysique de Jean-claude, Anita et Richard. Depuis qu'il est lié à Anita, il vit et dort dans les sous sols de sa maison et travaille au Danse Macabre.

#### Métamorphes
- Jason Schuyler : Jason est un loup-garou de la meute de Saint Louis. Il est stripteaseur au Plaisirs Coupables et vit dans les souterrains du Cirque des Damnés. Il est le meilleur ami d'Anita.
- Micah Callahan : Micah est un léopard-garou arrivé avec son pard pour s'emparer de celui d'Anita, mais finit par se lier métaphysiquement avec elle. Il est alors responsable de la coalition des métamorphes (avec Anita et autres) ; porte parole de la coalition pour une meilleure entente entre les communautés lycanthrope et humaine. Il forme un couple de Nimira (roi léopard) avec Anita.
- Nathaniel Grayson : Nathaniel n'a pas eu une vie facile avant de rencontrer Anita. À l'âge de 10 ans, il s'est retrouvé dans la rue. Durant son adolescence, il s'est prostitué et a tourné des films pornographiques. Nathaniel est un léopard-garou très soumis, ayant un penchant très prononcé pour le sadomasochisme. Avant d’être amant avec Anita, il était sa pomme de sang. Son plus grand désir était de trouver quelqu'un qui l'aime pour lui et pas pour son physique. Il est stripteaseur au Plaisirs Coupables.
- Vivian : Elle est une léopard-garou et a rejoint le pard de Saint Louis avec Micah après la mort de Chimère. Elle est secrétaire dans un bureau d'assurances.
- Haven : Lion-garou très jaloux et possessif, Haven refuse de partager Anita avec les autres. Il déclenche une lutte avec Nathaniel et Micah pour prouver à Anita qu'il est le plus fort. Le résultat est qu'Anita lui refuse son lit depuis cet événement. Dans une ultime tentative pour conquérir Anita, il vient au Cirque en ayant battu à mort Noel et Travis parce qu'il est le Rex de Saint Louis et qu'il refuse de partager Anita avec des faibles et des soumis. Lors du dernier combat avec Anita, il tue Noel et tente de tuer Nathaniel car il pense qu'Anita les préfère à lui. Anita finit par le tuer[9].
- Nicky : C'est un lion-garou, qui est le fiancé d'Anita à la suite du tome 19, il fait partie de la relation de polyamour avec Anita et vie avec elle, il devient le Rex (chef des lions) après le tome 23.

#### Humains
- Edward : Edward est un assassin professionnel spécialisé dans la chasse aux créatures surnaturelles car il trouve que les humains sont trop faciles à tuer. Se faisant passer pour un chasseur de primes du nom de Ted Forrester, il ne possède aucun pouvoir surnaturel mais son efficacité lui a fait gagner le surnom de « La Mort ». Au début de la série, il se sent en compétition avec Anita. Il se pose toujours la question de savoir qui est le meilleur[6]. Au fil des ans, il devient ami avec Anita et son partenaire en tant que marshal. Spécialiste en armes, il donne toujours de nouveaux jouets à Anita. Il est le premier chasseur de vampires à avoir utilisé un lance flammes pour nettoyer une maison remplie de vampires. Dans la vie civile, il est en couple avec une femme, Donna qui a un fils, Peter et une fille Becka.
- Dolph : Policier chef de la brigade de la BRIS (Brigade Investigation Surnaturelle), il est un peu comme un père pour Anita. Il mesure 2,10 m.
- Zerbrowski : Policier, il est un des coéquipiers d'Anita lors de ces enquêtes policières. Ils deviennent vite amis car il a un grand sens de l'humour et accepte la relation d'Anita avec ces amants ; il les invitent même à un barbecue dans une des nouvelles non disponible en français.